# 新宿区立大久保小学校
新宿区立大久保小学校（しんじゅくくりつ おおくぼしょうがっこう）は、東京都新宿区大久保に所在する公立小学校。

## 児童数
145名（2025年）

## 学区
- 大久保一丁目1～15
- 大久保二丁目4～25
- 歌舞伎町一丁目1（1号）、2～30
- 歌舞伎町二丁目全域
- 新宿三丁目15（5～13号）、17（6～18号）、18～29、31（2～15号）、33～38
- 新宿六丁目27（16～41号）、28、29
- 新宿七丁目26（11～53号）、27[2]

## 進学先中学校
- 新宿区立新宿中学校
- 新宿区立西早稲田中学校

## 主な出身人物
- 吉住健一（新宿区長）[3]
- 遠藤一星（元プロ野球選手）[4]

## 所在地
〒169-0072　東京都新宿区大久保1-1-21

## アクセス
- 東京メトロ東新宿駅より徒歩5分
- JR新大久保駅より徒歩10分
- JR大久保駅より徒歩12分